# 陈敬民 (河北)
陈敬民，中华人民共和国政治人物、全国脱贫攻坚先进个人。

## 生平
陈敬民任谷之禅张家口食品有限公司总经理。因在脱贫攻坚战中作出突出贡献，2021年2月25日全国脱贫攻坚总结表彰大会上，陈敬民被授予“全国脱贫攻坚先进个人”。